# Medpljučje
Medpljučje ali mediastínum je prostor med levim in desnim krilom pljuč, ki sega spredaj do prsnice in zadaj do hrbtenice.

## Anatomija
Medpljučje omejujeta leva in desna poprsnična votlina. Anteroposteriorno (od spredaj navzad) sega od prsnice do prsne hrbtenice, v kraniokavdalni
smeri (od glave navzdol) pa od zgornje prsne odprtine v ravnini prvega rebra navzdol do trebušne prepone. V medpljučju so organi, ki jih s skupnim imenom imenujemo medpljučni (mediastinalni) organi. V medpljučju so srce z osrčnikom in velikimi žilami, sapnik, požiralnik, žile in živci, ki se nadaljujejo iz vratu ali trebušne votline, ščitnica, priželjc, medpljučne
bezgavke in gangliji.

## Bolezni
Večino bolezenskih sprememb medpljučja predstavljajo povečane bezgavke, medpljučni tumorji ali spremenjene
velike žile. Najpogostejša sprememba so povečane bezgavke, ki so najpogosteje zasevki
pljučnega in drugih rakov, redkeje pa posledica granulomatoznih obolenj, akutnih in kroničnih vnetij ter limfoproliferativnih obolenj (limfomi, levkemije). Med ostale pomembne bolezenske spremembe medpljučja so še pnevmomediastinum (prosti zrak v mediastinumu) in pomik medpljučja.